# Константінос Аргірос
Константінос Аргірос (грец. Κωνσταντίνος Αργυρός; 21 травня 1986, Афіни) — грецький співак.

## Біографія

### Ранні роки
Константінос Аргірос народився 21 травня 1986 року в Афінах, батько — професор фізики, мати — лікар. Константінос — одна дитина з трійні, у нього є брат і сестра. Це перша трійня, яка народилася в Греції за допомогою екстракорпорального запліднення. У віці п'яти років він почав свої перші музичні кроки: вчиться грати на фортепіано, гітарі та інших музичних інструментах. У підлітковому віці разом з друзями створив ансамбль «Blues Brothers», в якому сам співав і грав на роялі.

### Творча кар'єра
Після закінчення середньої школи бере участь у шоу Fame Story 3 телеканалу ANT1, що стало початком його професійної співочої кар'єри. Незабаром він виступає в клубі «FIX» в Салоніках, а потім вібулася черга концертів в Греції та за кордоном. Взимку 2005 року Аргірос виступав в одній програмі з Анною Віссі в клубі «Вотанікос» в Афінах. Взимку 2006—2007 року співав на одній сцені разом з Нікосом Куркулісом і Келлі Келекіду. Взимку 2007 року виступає в Салоніках у клубі «Ρόδον» разом з Йоргосом Янніасом.
У червні 2008 року Константінос Аргірос випустив свій перший альбом «Όλα θα αλλάξουν» під ліцензією Sony BMG. З 23 квітня 2009 року по травень 2010 року виступав з Нікосом Вертісом в «Κέντρο Αθηνών». На початку травня 2010 року випустив свою нову пісню «Ερωτευμένος και τρελός» під ліцензією Universal Music. Влітку 2010 року Константінос Аргірос співпрацює в Romeo з Паносом Калідісом і Христиною Колеца. На початку жовтня 2010 року випустив нову пісню «Είσαι οτι να ναι». З жовтня 2010 року до квітня 2011 виступає з Янніс Плутархосом і Амарилліс у COSMOStage і з 20 травня 2011 року — в клубі Politia Live Clubbing в Салоніках.
З жовтня по квітень 2011—2012 года Константінос Аргірос виступає з Паносом Калідісом та Стелою Калі в клубі VOX. Взимку 2012—2013 года Аргірос виступає з Nino і Анджелою Дімітріу в афінському клубі REX. Успішна програма була завершена в середині січня, раніше запланованого терміну, через експлуатаційні й технічні проблеми, пов'язані з реконструкцією фасаду і входу в історичну будівлю, в якій розміщується REX.
У жовтні 2012 року, напередодні виходу нового альбому, Universal Music випускає сингл співака «Ποτέ ξανά» на музику Йоргоса Теофануса та лірику Наталії Герману. Саме ця пісня принесла співаку шалений успіх і підняла до рівня визнаних зірок. Альбом «Παιδί Γενναίο» вийшов в листопаді 2012 року. 27 листопада 2012 року відбулася офіційна презентація альбому. Всі пісні «Παιδί γενναίο» написав композитор Йоргос Теофанус, який попередньо довгий час співпрацював із Антонісом Ремосом. З 21 березня 2013 року Аргірос співає на сцені Posidonio, вперше як основна фігура — це великий стрибок в кар'єрі співака, яка взяла підйом в останній час. Виступ Аргіроса супроводжують Єлена Хадзіду та Іоакім Фокас. Програма мала шалений успіх і виступи тривали до початку серпня 2013 року. Після нетривалого відпочинку, який співак провів на острові Лефкас, де живуть його батьки, Аргірос відновив виступи в Posidonio. Прем'єра його нової програми відбулася 29 серпня 2013 року. У програмі також беруть участь Маріанда Пієріді, Поліна Христодулу, Paris, гурт «The Kings. Співпрацю з Posidonio Аргірос продовжує і взимку 2014–2015 років. Він виступає в спільній програмі з Мартакісом,. 11 січня 2015 року Аргірос закінчив виступи в клубі Posidonio у зв'язку з призовом на дійсну військову службу. У жовтні 2015 співак був звільнений з військової служби у зв'язку з закінченням терміну служби. Взимку 2015—2016 Константінос співпрацює з Паолою і Елені Фурейрою на сцені Teatro Music Hall. Програма мала шалений успіх у глядачів. 21 жовтня 2015 року, напередодні прем'єри у Teatro Music Hall, Аргірос випускає нову пісню «Το συμπέρασμα». Пісня має величезний успіх у слухачів і є лідером грецького Official Airplay Chart протягом майже 6 місяців,. У травні 2016 Аргірос випускає новий альбом «Όσα νιώθω» під ліцензією Cobalt Music. Альбом включає в себе 13 пісень, серед яких «Αθήνα Θεσσαλονίκη», «Το συμπέρασμα», «Τα κατάφερες». З перших же днів продажів альбом очолив Official IFPI Charts.

## Дискографія

### Альбоми
- 2011 — Μάλλον κάτι ξέρω
- 2012 — Παιδί γενναίο
- 2014 — Δεύτερη φορά
- 2016  — Όσα νιώθω

### Сингли
- 2008 — Όλα θα αλλάξουν (максі-сингл)
- 2011 — Αντίο λέμε (сингл)

## Нагороди
- 2013 Mad Video Music Awards: Пісня року (Ποτέ ξανά)[30]
- 2016 Mad Video Music Awards: Best video Mad Greekz («Το Συμπέρασμα»)[31]
- Super Music Awards 2016 (Кіпр): Найкращий виконавець за версією Super Fm[32]
- 2017 Mad Video Music Awards: Найкращий виконавець (Καλύτερος Άντρας Καλλιτέχνης)[33]
- 2018 Mad Video Music Awards: перемога в номінаціях Пісня року (Ξημερώματα) та Найкращий виконавець (Best Male Adult)[34].